# Parasesarma lenzii
Parasesarma lenzii is een krabbensoort uit de familie van de Sesarmidae. De wetenschappelijke naam van de soort is voor het eerst geldig gepubliceerd in 1894 door De Man.